# 劇団シアタージャパン
劇団シアタージャパン（げきだんシアタージャパン）は、東京都板橋区を拠点に活動する日本のミュージカル劇団。
2000年（平成12年）に演出家の三浦克也と俳優の夏夕介によって設立された。オリジナル社会派ミュージカルを中心にファンタジー・童話など様々な作品を上演している。また活動も本公演を中心に地方公演・イベント公演・学校公演・ファミリープチミュージカルなど多岐にわたる。

## 歴史
- 2000年1月1日 - シアタージャパン誕生。
- 2000年6月 - 劇団組織とする。「劇団シアタージャパン」誕生。「Blue Plate Special」に出演していたCASTが第1期生となる。
- 2000年9月 - 会社組織となる。「有限会社シアタージャパン」誕生。同時に板橋区成増に事務所・稽古場を構える。
- 2001年 - テレビ東京「アド街ック天国」成増特集にて紹介される。
- 2001年 - ボランティア公演（現在のファミリープチミュージカル公演）スタート。
- 2003年 - 事務所と稽古場を、現在の板橋区徳丸に移転。
- 2006年 - 足利市小学校演劇教室ミュージカルワークショップスタート。
- 2009年 - 租税ミュージカル「冬囲い」（「命の輝き」ショートバージョン）がNHKのニュースに取り上げられる。
- 2016年 - (株)笑う猫と提携し、高校を中心とした学校公演を全国展開する。

## 主な作品

### 本公演
- 「Blue Plate Special〜カルテの裏側〜」（2000）東京芸術劇場
- 「中世歌物語『オーカッサンとニコレット』」（2000）東京芸術劇場
- 「HISTRIA DE DON QUIXOTE『夢がある限り』」（2001）成増アクトホール
- 「HAND in HAND 〜心と心の回想録〜」（2001）東京芸術劇場
- 「ミヌース」（2002）東京芸術劇場
- 「Blue Plate Special〜カルテの裏側〜」(再演)（2004）東京芸術劇場
- 「Salome〜woman`s generation TOKUKO」（2005）東京芸術劇場
- 「ホルストメール〜ある馬の物語」（2006）東京芸術劇場
- 「涙のオークション」（2007）東京芸術劇場
- 「Heart 〜思い出してあの時を」（2008）東京芸術劇場
- 「命の輝き 〜Shine of Life」（2010）光が丘IMAホール
- 「HAND in HAND 〜心と心の回想録〜」（再演）（2012）光が丘IMAホール
- 「女番長奮闘記 ～復活！観音菩薩～」（2014）南大塚ホール

### アトリエ作品
- 「ア・ラ・カルト」短編集の総称。現在Ⅶまで公演、作品数は20を超える。
- 「銀行ギャングはロビンフッド!?」
- 「ミレニアムの奇跡」
- 「American Dream」
- 「鬼は外伝説」
- 「Miracle Worker」
- 「時間よ止まれ!」
- 「RETURN」
- 「クリスマス・キャロル」
- 「ツイン×ツイン」
- 「ぷるぷるミッドナイトサマー」
- 「Love Story」
- 「そんなもんでしょう」
- 「アーニーの超幻覚症状」
- 「サクラ 〜You`re myself」
- 「ブレーズとマリー」
- 「一人二役どんでん返し」
- 「真夏の夜の夢」
- 「血桜舞う～復讐怨歌～」
- 「我ら秘密結社　殺人同盟」

### ファミリープチミュージカル
保育園・幼稚園のお子さんを対象とした30～40分程のショートミュージカル
- 「シャオシと風の物語」
- 「オズの魔法使い」
- 「手袋を買いに」
- 「長靴をはいた猫」
- 「ピノキオ」
- 「かしわばやしの夜」

### ファミリーミュージカル
小学生から親御さんまで幅広く、家族みんなで楽しめる60分前後のミュージカル
- 「ぼくとおばけのじいじ」
- 「ヘンゼルとグレーテル」
- 「泣いた赤鬼」
- 「さいごのかさじぞう」
- 「シンデレラとラプンツェルと二人の魔女」
- 「西遊記」
- 「シロ」

### 学校公演
(株)笑う猫営業の元、高等学校・中学校を中心に芸術鑑賞会の一環で上演
- 「夢果てるとも」
- 「真夏の夜の夢」

## 所属者

### 演出家
- 三浦克也
  - 2003年頃まではNHK教育テレビジョンの番組「なんでもQ」「うたってオドロンパ」などキャラクターの声優として活動していた。

### 男優
- 奥住昌敏
- 村上潤
- 鈴木修平
- 中島誠
- 星竜介
- 國井裕太
- 宮原正宜

### 女優
- 市村敬恵子
- 中谷真希枝
- 宮下美和
- 谷合あずさ
- 大倉照結
- 寿美
- 川口愛美
- 佐々木渚